# Zanclea sessilis
Zanclea sessilis is een hydroïdpoliep uit de familie Zancleidae. De wetenschappelijke naam van de soort werd in 1853 gepubliceerd door Gosse.